# Lalinde
 Lalinde  (en occitano La Linda) es una población y comuna francesa, situada en la región de Aquitania, departamento de Dordoña, en el distrito de Bergerac y cantón de Lalinde.

## Demografía
| 3150 | 3291 | 3070 | 2949 | 3029 | 2966 |
| Para los censos de 1962 a 1999 la población legal corresponde a la población sin duplicidades (Fuente: INSEE [Consultar]) |      |      |      |      |      |